# Christian Ude
Christian Ude (Múnich, 26 de octubre de 1947) es un político alemán, miembro del Partido Socialdemócrata. De 1993 a 2014 fue alcalde (Oberbürgermeister) de Múnich, la capital del estado federado de Baviera. Debido al límite de edad impuesto por la ley, ya no pudo presentarse nuevamente como candidato al puesto en 2014 y desde el 21 de octubre de 2012 fue el candidato oficial de su partido para Ministro presidente de Baviera. En las elecciones de 2013 su partido quedó bajo su liderazgo en segundo lugar con el 20% de los votos, siendo derrotado por la Unión Social Cristiana de Baviera liderada por Horst Seehofer, que obtuvo el 47%.

## Biografía
Christian Ude es el segundo hijo Karl y Renée Ude. Creció en un ambiente familiar de tendencia política liberal de izquierda en el barrio muniqués de Schwabing. Después de su concluir sus estudios de nivel secundario en el Gymnasium Oskar von Miller, en 1967, fue voluntario y más tarde redactor del periódico Süddeutsche Zeitung hasta 1969. Su trabajo periodístico se centró en temas de interés juvenil, en política escolar y en la cobertura de información comunal. Durante el mismo período realizó estudios de sociología e historia, los cuales abandonó sin graduarse.
En el verano de ese mismo año comenzó sus estudios de derecho en la Universidad de Múnich; su primer examen profesional lo presentó en 1977 y, en 1979, después del segundo examen profesional y graduación con nota sobresaliente, se dedicó a la abogacía, que ejerció hasta 1990. En 1983 contrajo matrimonio con la fotógrafa y entonces consejera del SPD Edith von Welser, quien es ocho años mayor que él y era ya entonces madre de seis hijos.

## Carrera política
Durante sus estudios secundarios en el Gymnasium, en 1966, Ude se integró al SPD. De 1972 a 1978 fue vocero de prensa de su partido en Múnich. En 1980, fundó como redactor la publicación Stadtillustrierte, editada por la fracción de su partido en el ayuntamiento. En las elecciones municipales de marzo de 1990 fue elegido para formar parte del Ayuntamiento de Múnich y dos meses más tarde, fue elegido segundo alcalde de la ciudad a través del mismo.

### Alcalde de Múnich
El 12 de septiembre de 1993 fue elegido alcalde de la ciudad de Múnich como sucesor de Georg Kronawitter. Posteriormente fue elegido en tres ocasiones más, con resultados cada vez más altos: el 13 de junio de 1999, con el 61,2 % de los votos; el 3 de marzo de 2002, con el 64,5 % y el 2 de marzo de 2008, con el 66,8 % de la votación total. Antes de esa última elección, Ude había expresado su deseo de no ser reelegido para una cuarta ocasión, aunque posteriormente cambió de opinión y fue nombrado candidato en noviembre del año anterior. Debido al límite de edad impuesto por la ley, quedó imposibilitado para presentarse nuevamente como candidato al puesto en 2014.
Ude es un vehemente defensor de la autonomía comunal y tiene gran aceptación entre los muniqueses.[cita requerida] No solo por sus ideas políticas, sino también por su actitud cercana y cívica.[cita requerida] Durante su gestión ha sido el responsable de inaugurar oficialmente el Oktoberfest anualmente, abriendo el primer barril de cerveza, siendo en 2013 la última ocasión que lo haga, antes de entrar en retiro. Además, se desplaza en bicicleta hasta el trabajo, lo que -más allá de una curiosidad-, no deja de ser un punto a su favor por conocer y preocuparse por los problemas de tantos muniqueses que también utilizan sus bicicletas a diario como medio de desplazamiento.
Esta popularidad es la que le permite mantener un gobierno de centro izquierda, el de su partido SPD (Partido Socialdemócrata de Alemania), en un estado federado como Baviera, tradicionalmente gobernado por el partido de la derecha CSU (Unión Social Cristiana de Baviera).